# Colossal Youth
Colossal Youth es el primer y único álbum de estudio de la banda galesa de post-punk Young Marble Giants, publicado en febrero de 1980 por Rough Trade Records. Se le ofreció a la banda la oportunidad de grabar el álbum después de que Rough Trade escuchara solo dos canciones de la banda en la recopilación de música local de Cardiff, Is the War Over?
Young Marble Giants surgió de los restos de la banda True Wheel. Alison Statton (voz), Philip Moxham (bajo) y su hermano Stuart (guitarra y compositor principal), formaron Young Marble Giants en 1979, cuando apenas tenían veinte años. Adquirida rápidamente por el prestigioso sello Rough Trade, la banda grabó Colossal Youth en el transcurso de cinco días en un pequeño estudio en el norte de Gales.

## Grabación
Colossal Youth se grabó en cinco días en los estudios Foel, ubicado cerca de Welshpool en el norte de Gales. El álbum fue desarrollado por el propietario del estudio, el exintegrante de Amon Düül II y Hawkwind, Dave Anderson. La banda no tenía conocimiento previo de la producción musical formal y, como resultado, la producción de Colossal Youth se mantuvo deliberadamente simple, con el disco final presentando muchas de las primeras tomas de la banda, así como una mínima sobregrabación. Las únicas dos sobregrabaciones del disco son una guitarra slide en «Include Me Out» y voces distorsionadas en «Eating Noddemix». Cada canción se mezcló en unos 20 minutos.

## Recepción de la crítica
Jim Carroll de The Irish Times comentó que “mientras que sus homólogos se concentraron en hacer declaraciones post-punk de ruidoso descontento, la vocalista Alison Statton y los hermanos Moxham Stuart (compositor y guitarrista) y Philip (bajista) prefirieron un enfoque más sutil y aerodinámico. Mientras todos los demás subían el volumen, YBG bajó el volumen y te obligó a escuchar más de cerca. Sus métodos y escasa instrumentación hicieron que las pistas sonaran más extrañas y misteriosas que cualquier otra cosa en 1980”. El periodista Robert Christgau llamó el álbum “música de culto del año”, y añadió: “Con los frágiles protagonistas de Alison Statton que no se ven amenazados por la guitarra, el bajo, el órgano o la caja de ritmos, y las letras de Stuart Moxham son tus aplicaciones básicas de Mensa, ellos son nada más y nada menos que robots folkies”.
Fred Thomas, escribiendo para AllMusic, dijo que “Young Marble Giants no fue la única banda que exploró el minimalismo pop, pero nadie más durante su tiempo o después capturó la inquietante belleza que flota en cada momento de Colossal Youth. Sus canciones suenan como una fiesta privada en una casa vacía, con cada faceta del sonido tratando de ocupar el menor espacio posible. Al escuchar Colossal Youth, es fácil ver cómo este álbum introvertido lleno de pequeños sonidos tuvo un impacto tan enorme”. El consenso de Sputnikmusic catalogó al álbum como “un clásico de culto que suena fresco e inspirado hoy en día”, y añadieron: “Aunque puede parecer inusual citar la consistencia del álbum como un defecto, la falta de pistas destacadas y la similitud de la atmósfera penetrante de cada canción significa que el álbum puede volverse obsoleto después de repetidas escuchas”.
Andy Battaglia de The A.V. Club escribió: “Una banda aparentemente pequeña y sin pretensiones de Cardiff, Gales, Young Marble Giants pasó a ser una leyenda cuando sacaron Colossal Youth en el mejor momento del post-punk de 1980. El álbum era tan radical como cualquier otro en ese momento [...], pero YMG hizo su punto con un sonido que era extraordinariamente tranquilo y recatado, un precursor de miles de baladistas de dormitorio por venir. Las canciones aún tienen una sorprendente capacidad para generar momentos de divina belleza y desesperación”. Alexis Petridis, escribiendo para The Guardian, dijo que las canciones “extraen tanta variedad de ingredientes tan básicos. «Salad Days» es melancólico y pastoral; la pieza instrumental de «The Taxi» evoca un miedo crepuscular urbano sin nombre; El bajo deslumbrante de «Wurlitzer Jukebox!» se desliza entre el funk flexible y la precisión mecánica. Es fascinante, como lo es el resto de la obra de Young Marble Giants recopilada aquí: un triunfo sin pretensiones, pero un triunfo al fin y al cabo”.

### Legado
Según el crítico Richie Unterberger, Colossal Youth es “una de las grabaciones post-punk de culto indie más respetadas, con una atmósfera silenciosa y minimalista única”. El cantautor de Nirvana, Kurt Cobain, dijo en una entrevista de Melody Maker de 1992 que Colossal Youth era uno de los diez discos más influyentes que había escuchado, y también lo incluyó en una lista personal de sus 50 álbumes favoritos.
La esposa de Cobain, Courtney Love, más tarde grabaría «Credit in the Straight World» junto con su banda Hole en su segundo álbum Live Through This, publicado en 1994. Stephin Merritt acreditó el álbum como la principal inspiración para el álbum debut Distant Plastic Trees de su banda The Magnetic Fields, y grabaron una versión de «The Man Amplifier». La banda australiana Toys Went Berserk versionó «Brand-New-Life» en su álbum de 1989, The Smiler With A Knife.
Domino Recording Company lanzó Colossal Youth & Collected Works, una reedición ampliada del álbum, el 9 de julio de 2007. En mayo de 2009, Colossal Youth fue interpretada en vivo en su totalidad por Young Marble Giants como parte de la Don't Look Back, serie de conciertos organizada por All Tomorrow's Parties.
En 2020, Rolling Stone incluyó a Colossal Youth en su lista de los 80 mejores álbumes de 1980, elogiando a la banda por “crear un sonido tranquilo y deslumbrante”.

## Lista de canciones
Todas las canciones escritas y compuestas por Stuart Moxham, excepto donde esta anotado.
Lado uno
1. «Searching for Mr. Right» – 3:04
2. «Include Me Out» – 2:01
3. «The Taxi» – 2:08
4. «Eating Noddemix» (Philip Moxham, Alison Statton) – 2:05
5. «Constantly Changing» – 2:05
6. «N.I.T.A.» – 3:32
7. «Colossal Youth» – 1:55

Lado dos
1. «Music for Evenings» – 3:03
2. «The Man Amplifier» – 3:16
3. «Choci Loni» (S. Moxham, P. Moxham) – 2:38
4. «Wurlitzer Jukebox!» – 2:46
5. «Salad Days» (S. Moxham, Statton) – 2:01
6. «Credit in the Straight World» – 2:30
7. «Brand - New - Life» – 2:56
8. «Wind in the Rigging» – 2:26

## Créditos
Créditos adaptados desde las notas del álbum.
Young Marble Giants
- Philip Moxham – bajo eléctrico, arreglos, productor
- Stuart Moxham – guitarra, órgano, arreglos, productor
- Alison Statton – voz principal, arreglos, productor

Personal adicional
- Dave Anderson – arreglos, ingeniero de audio, productor
- Patrick Graham – fotografía
- Porky – masterización